# 1243
Năm 1243 là một năm trong lịch Julius.